# Відверта розмова
Відверта розмова (англ. Straight Talk) — американська комедія 1992 року.

## Сюжет
Ширлі, вчителька танців з Арканзасу, якій набридло її буденне життя. Вона відправляється в Чикаго, де сподівається влаштуватися на радіостудію. Там її помилково приймають за психолога, що веде передачі для тих, кому потрібні поради і психологічна підтримка. Ширлі починає вести цю передачу, і має великий успіх через свою відвертість і вміння по-людськи звертатися до радіослухачів. Цинічний журналіст Джек Рассел робить деякі дослідження і дізнається правду про Ширлі, але до цього часу він закохався в неї.

## У ролях
| Актор            | Роль          |
| ---------------- | ------------- |
| Доллі Партон     | Ширлі Кенйон  |
| Джеймс Вудс      | Джек Рассел   |
| Гріффін Данн     | Алан Ригерт   |
| Майкл Медсен     | Стів          |
| Дейдра О'Коннелл | Лілі          |
| Джон Сейлс       | Гай Жірарді   |
| Тері Гетчер      | Дженіс        |
| Сполдінг Грей    | доктор Ердман |
| Джеррі Орбах     | Міло Джейкобі |
| Емі Мортон       | Енн           |
| Ральф Фуді       | Портьє        |